# Jozef De Kesel
Jozef De Kesel (Gand, 17 giugno 1947) è un cardinale e arcivescovo cattolico belga, dal 22 giugno 2023 arcivescovo emerito di Malines-Bruxelles e dal 28 giugno dello stesso anno ordinario militare emerito per il Belgio.

## Biografia
Nasce a Gand, città sede vescovile nelle Fiandre, il 17 giugno 1947.

### Formazione e ministero sacerdotale
Frequenta la scuola secondaria al Collège Saint-Vincent di Eeklo prima di entrare in seminario nel settembre 1965. Studia filosofia e lettere all'Università Cattolica di Lovanio dal 1968 al 1972.
Il 26 agosto 1972 è ordinato presbitero nella chiesa parrocchiale di Adegem, per la diocesi di Gand, dal vescovo ausiliare Leo-Karel Jozef De Kesel, suo zio.
Il suo primo incarico è quello di insegnante di religione cattolica nel collegio di Eeklo dove è responsabile anche della teologia pastorale scolastica.
Alla Pontificia Università Gregoriana di Roma si laurea in teologia con una tesi dal titolo «Le refus décidé de l'objectivation. Une interprétation du Jésus historique dans la théologie chez Rudolf Bultmann».
Dal 1980 al 1986 insegna teologia dogmatica e teologia fondamentale nel seminario di Gand e, dal 1989 al 1992 all'Università di Lovanio. Dopo aver insegnato presso l'Istituto superiore di scienze religiose di Gand, ne diviene presidente.

### Ministero episcopale e cardinalato

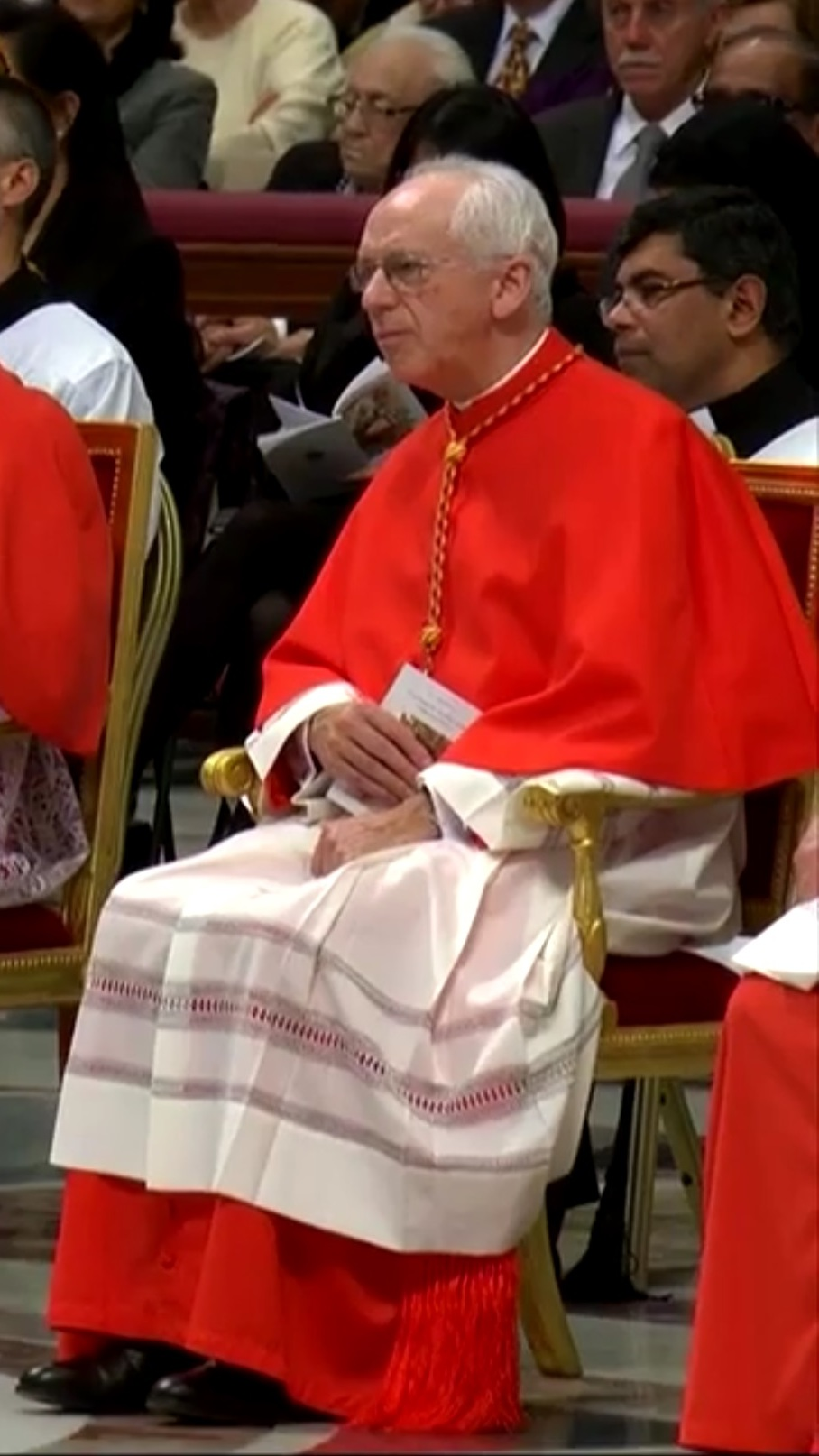
Jozef De Kesel durante il concistoro ordinario pubblico del 19 novembre 2016

#### Vescovo ausiliare di Malines-Bruxelles
Il 20 marzo 2002 papa Giovanni Paolo II lo nomina vescovo ausiliare di Malines-Bruxelles e titolare di Bulna. Il 26 maggio successivo riceve l'ordinazione episcopale, nella concattedrale di San Michele e Santa Gudula a Bruxelles, dal cardinale Godfried Danneels, co-consacranti il vescovo di Gand Arthur Luysterman e l'ausiliare Rémy Victor Vancottem.
Dal 2002 al 2010 svolge l'incarico di vicario per il vicariato di Bruxelles e dal 2010 quello di vicario per il Brabante fiammingo e la zona di Malines.

#### Vescovo di Bruges
Il 25 giugno 2010 papa Benedetto XVI lo ha nominato vescovo di Bruges; succede a Roger Vangheluwe, precedentemente dimessosi dopo aver ammesso il suo coinvolgimento in un caso di abuso sessuale di minori. Il 10 luglio seguente prende possesso della diocesi. L'annuncio della sua nomina arriva in un momento di crisi nell'episcopato belga.
Nel giugno 2014 si dichiara "senza parole" dopo l'inchiesta su di un diacono di Wevelgem, accusato di eutanasia su una dozzina di pazienti dell'ospedale Menin.

#### Arcivescovo di Malines-Bruxelles
Il 6 novembre 2015 papa Francesco lo nomina arcivescovo metropolita di Malines-Bruxelles, diventando così primate del Belgio, e contestualmente ordinario militare per il Belgio; succede a André-Joseph Léonard, dimessosi per raggiunti limiti di età. Il 12 dicembre successivo prende possesso dell'arcidiocesi alla presenza di centinaia di fedeli e più di 250 ospiti, tra cui il re Filippo e la regina Matilde. Nella sua prima omelia come arcivescovo, afferma di volere una Chiesa più aperta e invita i cristiani ad «essere attenti ai poveri, alle persone più vulnerabili, in particolare quelli che fuggono da guerre e violenza».
Il 26 febbraio 2016 è eletto presidente della Conferenza episcopale del Belgio.
Il 9 ottobre 2016 papa Francesco ne annuncia la creazione a cardinale, avvenuta nel concistoro del 19 novembre. Riceve il titolo dei Santi Giovanni e Paolo, di cui prende possesso il 25 marzo 2017.
Il 23 dicembre 2017 è nominato membro del Dicastero per i laici, la famiglia e la vita e, l'11 novembre 2019, del Pontificio consiglio della cultura.
Nell'aprile 2020 lascia temporaneamente la guida dell'arcidiocesi e la presidenza della Conferenza episcopale per motivi di salute.
Il 22 giugno 2023 papa Francesco accoglie la sua rinuncia, presentata per raggiunti limiti di età, al governo pastorale dell'arcidiocesi di Malines-Bruxelles; gli succede Luc Terlinden, fino ad allora vicario generale della medesima arcidiocesi.
Il 7 e 8 maggio 2025 ha partecipato come cardinale elettore al conclave che ha portato all'elezione di papa Leone XIV.

## Pensiero
È considerato uno dei cardinali più progressisti della Chiesa cattolica. Nel settembre 2010 solleva la questione sul mantenimento dell'obbligo del celibato, affermando in particolare che «le persone per le quali il celibato è umanamente impossibile da rispettare dovrebbero anche avere la possibilità di diventare prete». Questa recensione viene sostenuta pochi giorni dopo dai vescovi di Hasselt, Patrick Hoogmartens, e Anversa, Johan Bonny.
Alla fine di dicembre 2015, poco dopo il suo insediamento come arcivescovo di Malines-Bruxelles, si dichiara a favore della dimensione istituzionale della clausola di coscienza per gli ospedali su questioni etiche, come aborto ed eutanasia.
Nel 2022, insieme ad altri vescovi delle Fiandre, pubblica un documento circa la benedizione delle unioni omosessuali sottolineando tuttavia che tale benedizione non è da intendersi come una diversa forma di matrimonio che rimane un sacramento riservato all'unione tra uomo e donna. Tale disposizione contravviene esplicitamente il Responsum del 2021 pubblicato dalla Congregazione per la dottrina della fede e approvato dal Pontefice in cui si dichiara che non è lecito benedire quel tipo di unioni.
Nel 2023 ha pubblicato Cristiani in un mondo che non lo è +. La fede nella società moderna (LEV), in cui riflette sul venir meno della “cristianità” in Occidente non come una perdita, ma come occasione per una presenza cristiana più autentica, dialogante e missionaria in una società secolarizzata.

## Genealogia episcopale e successione apostolica
La genealogia episcopale è:
- Cardinale Scipione Rebiba
- Cardinale Giulio Antonio Santori
- Cardinale Girolamo Bernerio, O.P.
- Arcivescovo Galeazzo Sanvitale
- Cardinale Ludovico Ludovisi
- Cardinale Luigi Caetani
- Cardinale Ulderico Carpegna
- Cardinale Paluzzo Paluzzi Altieri degli Albertoni
- Papa Benedetto XIII
- Papa Benedetto XIV
- Papa Clemente XIII
- Cardinale Marcantonio Colonna
- Cardinale Giacinto Sigismondo Gerdil, B.
- Cardinale Giulio Maria della Somaglia
- Cardinale Carlo Odescalchi, S.I.
- Vescovo Eugène de Mazenod, O.M.I.
- Cardinale Joseph Hippolyte Guibert, O.M.I.
- Cardinale François-Marie-Benjamin Richard
- Cardinale Pietro Gasparri
- Cardinale Clemente Micara
- Cardinale Jozef-Ernest Van Roey
- Cardinale Léon-Joseph Suenens
- Cardinale Godfried Danneels
- Cardinale Jozef De Kesel

La successione apostolica è:
- Vescovo Lodewijk Aerts (2016)
- Vescovo Koenraad Vanhoutte (2018)
- Vescovo Lode Van Hecke, O.C.S.O. (2020)
- Arcivescovo Luc Terlinden (2023)

## Pubblicazioni
- (FR) Jozef De Kesel, Le refus décidé de l'objectivation. Une interprétation du problème du Jésus historique dans la théologie chez Rudolf Bultmann, Editrice Pontificia Università Gregoriana, 1981.
- (NL) Jozef De Kesel e Ignace de Sutter, U belijden wij, Heilige Vader : hoe katholieken hun geloof formuleren en belijden, Tabor, 1985.
- (NL) Jozef De Kesel, Hoe is Uw naam, Waar zijt Gij te vinden ? : over de verantwoording van het christelijk geloof, Lannoo, 1988.
- (NL) Jozef De Kesel, Omwille van zijn naam : een tegendraads pleidooi voor de kerk, Lannoo, 1994.
- (NL) Jozef De Kesel, Dietrich Bonhoeffer, een waarachtig christen, Secretariaat van de religieuzen, 1998.
- Josef de Kesel, Cristiani in un mondo che non lo è +. La fede nella società moderna, Libreria Editrice Vaticana, 2023, ISBN 9788826607702.